# Мисионарска поза
Мисионарска поза, у неформалном говору позната и као мисионарка, врста је позе у сексу код које жена лежи на леђима раширених ногу, а мушкарац лежи на њој и упражњава вагинални секс са њом. Мисионарска поза је најпопуларнија поза међу паровима и многи парови због тога праве разне варијације у њој да би им било занимљивије током секса. Ова поза се може користити и за анални секс, а такође код истополних партнера.
Мисионарску позу више користе романтични парови који уживају у томе да се током секса гледају, љубе и учесталије додирују. Сматра се да је ова поза повољна за репродукцију.